# Caaveiro (jurisdicción)
Caaveiro fue una jurisdicción de la provincia de Betanzos, en España.

## Historia
La jurisdicción, perteneciente a la provincia de Betanzos, aglutinaba en su término las parroquias de Bermuy, Caaveiro, Capela, Cabalar, Cabañas, Eirines, Eume, Faeira, Goente, Ribadeume, Salto, Soaserra, parte de la de Sillobre, Queijeiro, Taboada y una porción de la de Vilachá, entre otras. Aparece descrita en el quinto volumen del Diccionario geográfico-estadístico-histórico de España y sus posesiones de Ultramar de Pascual Madoz con, entre otras muchas, las siguientes palabras:

CAABEIRO: ant. jurisd. de Galicia en la prov. de Betanzos, dióc. de Santiago, arciprestazgo de Bezoncos. Se componia de las felig. de Santiago de Bermuy, San Braulio de Caabeiro, Santiago da Capela, Sta. Maria de Cabalar, la Villa de San Andres de Cabañas, San Esteban de Erines, San Pedro de Eume, San Pedro de Faeira, San Martin de Goente, Sta. Maria de Ribadeume, Sta. Cruz do Salto, San Juan del Seijo, Sta. Eulalia de Soaserra, Coto de Velelle (de la parr. de Sillobre), San Jorge de Queigeiro, Sta. Marina de Taboada, y parte de la parr. de Sta. Maria de Vilachá, conocidas estas 3 últimas con el nombre del Coto pequeño. Era señ. del prior y canónigos de la estinguida colegiata de San Juan de Caabeiro, quienes antes de la abolicion de los señ., nombraba en ella alc. real y ordinario, y escribano de número: ademas, en cada parr. y coto se nombraba igualmente á pluralidad de votos de sus vec., uno que se llamaba cabildo regidor, componiendo todos un concejo, sin cuya concurrencia no podia el alc. repartir ni derramar impuesto alguno: estos tambien en cierto dia del año nombraban para el siguiente, procurador general y alc. de bulas, en junta que celebraban en la Capela, cap., que fué de dicha jurisd.; pero suprimida la colegiata se trasladó la capitalidad á Cabañas. Estaba sujeta á la aud. terr. de la Coruña y dependia en lo administrativo de la adm. de rentas de Betanzos: hoy corresponde todo su térm. al part. jud. de Puentedeume.
(Madoz, 1846, p. 7)